# 西德普尔
西德普尔（Sidhpur），是印度古吉拉特邦Patan县的一个城镇。总人口53581（2001年）。

## 人口
该地2001年总人口53581人，其中男性27699人，女性25882人；0—6岁人口6354人，其中男3517人，女2837人；识字率70.70%，其中男性为76.89%，女性为64.07%。